# Фарход Шокир
Фарход Шокир (Шокиров Фарход Шамсидинович; 1975, Душанбе) — таджикский учёный, доктор физико-математических наук.

## Биография
Родился 1975 в городе Душанбе.
Окончил среднюю школу № 50 г. Душанбе (1982—1992).

## Публикации

### Книги
- Шокиров Ф. Ш. Математическое моделирование нелинейных динамических систем квантовой теории поля (Муминов Х. Х. Шокиров Ф. Ш.). — Новосибирск: Изд-во СО РАН, 2017. — 375 с.
- Шокиров Ф. Ш. Динамика локализованных структур в нелинейных моделях теории поля (Муминов Х. Х., Шокиров Ф. Ш.). — М.: Нобель Пресс, 2015, 388 стр.
- Шокиров Ф. Ш. Динамические и топологические солитоны в нелинейных сигма-моделях (Муминов Х. Х., Шокиров Ф. Ш.). — Издательство Дониш, 2014, 387 стр.

### Статьи
- Ф. Шокир. Математическое моделирование квантовых систем с высоким значением спина // Известия НАНТ, №4 (189), 2022, с. 66-76.
- Шокиров Ф.Ш. Представление Майораны для квантовых спиновых систем // Известия НАНТ, №1 (186), 2022, с. 62-70.
- Шокиров Ф. Ш. Численное моделирование взаимодействия бризерных решений (2+1)-мерной О(3) нелинейной сигма-модели // Математическая физика и компьютерное моделирование. Том 21, № 4, 2018, с. 64-79.
- Шокиров Ф. Ш. Численное моделирование процессов аннигиляции взаимодействующих топологических вихрей в обращённом времени (Муминов Х. Х., Шокиров Ф. Ш.) // Вестник национального исследовательского ядерного университета «МИФИ», 2018, том 7, № 3, с. 253—263.
- Шокиров Ф. Ш. Численное моделирование процессов взаимодействия и распада топологических вихрей в обращённом времени (Х. Х. Муминов, Шокиров Ф. Ш.) // Математика и математическое моделирование. 2018, № 2, с. 1-18. DOI:10.24108/mathm.0218.0000099.
- Шокиров Ф. Ш. Взаимодействие бризера с доменной стенкой в двумерной О(3) нелинейной сигма-модели // Компьютерные исследования и моделирование. 2017. Т. 9, № 5, С. 773—787. DOI: 10.20537/2076-7633-2017-9-5-773-787.

### Изобретения и патенты
- Шокиров Ф. Ш. Программа для численного расчёта эволюции взаимодействия (2+1)-мерных пространственно-временных топологических структур в обращённом времени. — Свидетельство о государственной регистрации программы для ЭВМ, № 2018664820 от 22.11.2018 г. Федеральной службы интеллектуальной собственности «Роспатент» РФ.
- Шокиров Ф. Ш. Программа для численного исследования геометрических свойств спиновых когерентных состояний в проективном гильбертовом пространстве. — Свидетельство о государственной регистрации программы для ЭВМ, № 2018664769 от 22.11.2018 г. Федеральной службы интеллектуальной собственности «Роспатент» РФ.
- Муминов Х. Х., Шокиров Ф. Ш. Программа для численного исследования динамики взаимодействия 180-градусных нееловских и блоховских доменных границ в двумерной нелинейной сигма-модели. — Свидетельство о государственной регистрации программы для ЭВМ, № 2017662789 от 17.11.2017 г. Федеральной службы интеллектуальной собственности «Роспатент» РФ.
- Муминов Х. Х., Шокиров Ф. Ш. Программа для численного моделирования взаимодействия осциллирующих солитонов (бризеров) двумерной О(3) нелинейной сигма-модели. — Свидетельство о государственной регистрации программы для ЭВМ, № 2016662243 от 03.11.2016 г. Федеральной службы интеллектуальной собственности «Роспатент» РФ.[1]